# Julkrubba

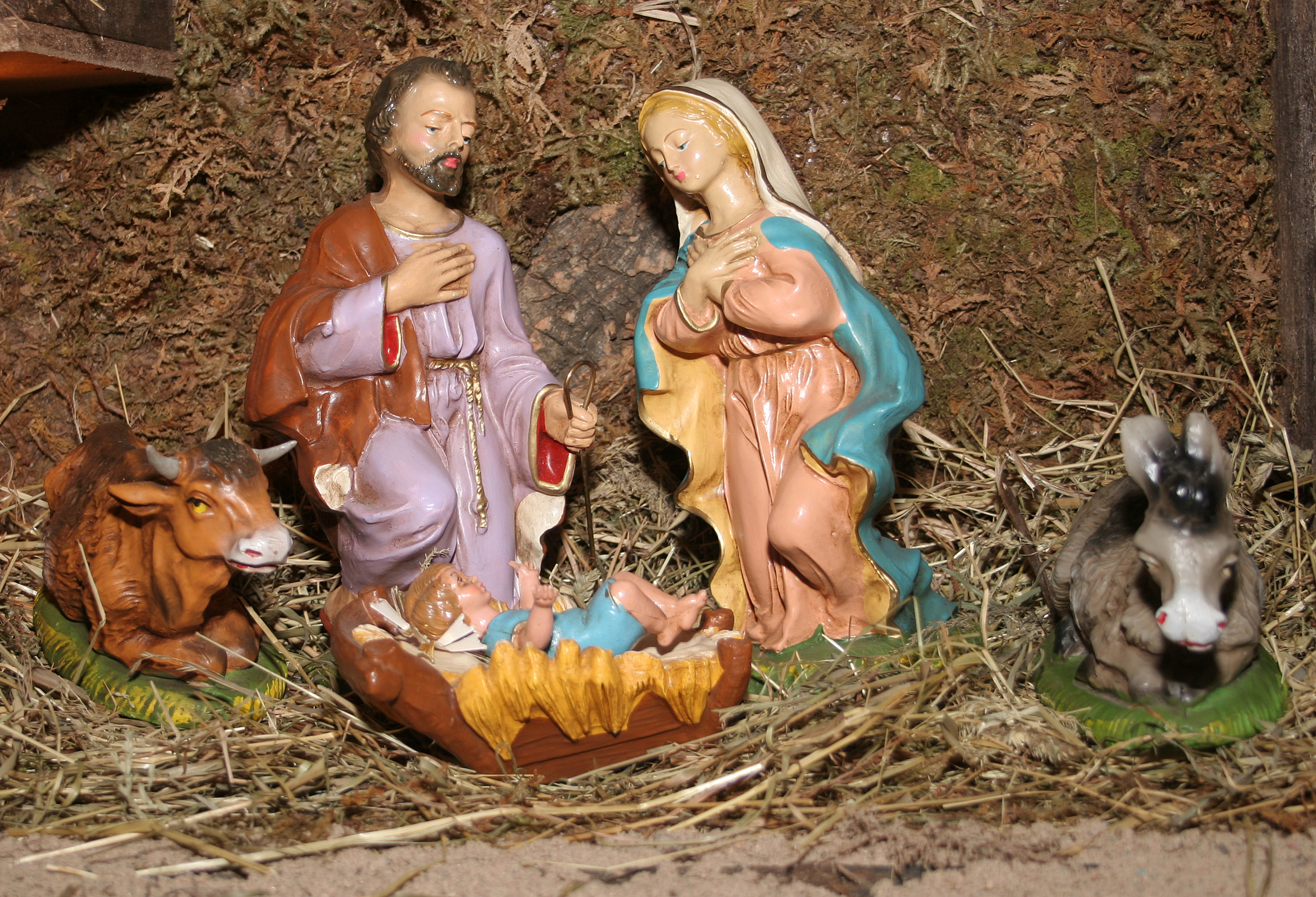
Julkrubba i Perstorps kyrka.

En julkrubba är ett arrangemang av figuriner, som tillsammans gestaltar Jesu födelse. Inom den kristna konsten kallas tvådimensionella eller andra avbildningar av födelsescenen för presepio.

## Historia
Julkrubban är ett vanligt julpynt i kyrkor och hem. Till julkrubban hör Jesusbarnet liggande i en krubba, jungfru Maria, Josef, och ofta herdarna med sina lamm, de tre vise männen med kameler samt andra djur såsom en åsna och en oxe, ibland även en ängel. Krubban är ofta satt i ett miniatyrlandskap som skall föreställa Betlehemstrakten, ibland med en palm till och en hängande stjärnsymbol som symboliserar Betlehemsstjärnan.
Den första kända julkrubban skapades av Franciskus av Assisi år 1223, och seden sågs fram till början av 1900-talet främst som en romersk-katolsk tradition. På Grand Place i Bryssel arrangeras varje år en julkrubba i naturlig storlek som lockar många besökare.
De första julkrubborna i Sverige förekom i borgerliga katolska hem under 1870- och 1880-talen, medan Svenska kyrkan först visade motstånd mot denna tradition. 1906 arrangerades dock en julkrubba på Ersta diakonissanstalt, och en julkrubba sattes för första gången upp i en svenskkyrklig kyrka år 1929 i S:t Petri kyrka i Malmö. Under 1900-talet spreds traditionen snabbt i såväl kyrkor som hem. och under 1970-talet hade julkrubban slagit igenom på bredare front inom Svenska kyrkan.
Julkrubban ska inte ses som en vetenskapligt korrekt bild av den plats där Jesus föddes. Bibeln säger inte klart ut att Jesus föddes i ett stall, bara att han "lindades och lades i en krubba". Det är inte troligt att Betlehem hade några fristående träbyggnader som användes som stall. Djuren hölls troligen i grottor eller i avgränsade delar av boningshusen. Krubban behöver inte ha varit av trä, utan snarare av lera eller möjligen sten. Någon oxe eller åsna nämns inte i Bibeln, även om det är rimligt att det finns djur där det finns en krubba. De tre vise männen, som Bibeln nämner som "några österländska stjärntydare" behöver inte ha varit tre, och hann definitivt inte fram i tid för att vara med vid krubban samtidigt som herdarna. Enligt Matteusevangeliet hade Maria och Josef före deras ankomst redan hunnit besöka Jerusalem för Jesu rening, vilken utfördes en dryg månad efter födseln. Det finns dessutom anledning att anta att de vid det laget hittat bättre nattlogi än stallet.